# Humberto de Campos
Humberto de Campos Veras (Miritiba, 25 de outubro de 1886 — Rio de Janeiro, 5 de dezembro de 1934) foi um jornalista, político e escritor brasileiro.

## Biografia
De origem humilde, era filho de Joaquim Gomes de Farias Veras e Ana de Campos Veras. Nasceu no então município maranhense de Miritiba (hoje batizado com o seu nome). Com a morte do pai, aos seis anos, mudou-se para Parnaíba - PI, onde plantou seu cajueiro, presente até os dias atuais, relatado em sua obra "Um amigo de infância". Tempos depois mudou-se para São Luís, onde começou a trabalhar no comércio local para auxiliar na subsistência da família. Após alguns anos regressou para Parnaíba e só então aos dezessete muda-se, novamente, para o Pará, onde começa a exercer atividade jornalística na Folha do Norte e n'A Província do Pará.
Em 1910, quando contava 24 anos, publica seu primeiro livro de versos, intitulado "Poeira" (1.ª série), que lhe dá razoável reconhecimento. Dois anos depois, muda-se para o Rio de Janeiro, onde prossegue sua carreira jornalística e passa a ganhar destaque no meio literário da Capital Federal, angariando a amizade de escritores como Coelho Neto, Emílio de Menezes e Olavo Bilac. Começa a trabalhar no jornal "O Imparcial", ao lado de figuras ilustres como Rui Barbosa, José Veríssimo, Vicente de Carvalho e João Ribeiro.  Torna-se cada vez mais conhecido em âmbito nacional por suas crônicas, publicadas em diversos jornais do Rio de Janeiro, São Paulo e outras capitais brasileiras, inclusive sob o pseudônimo "Conselheiro XX".

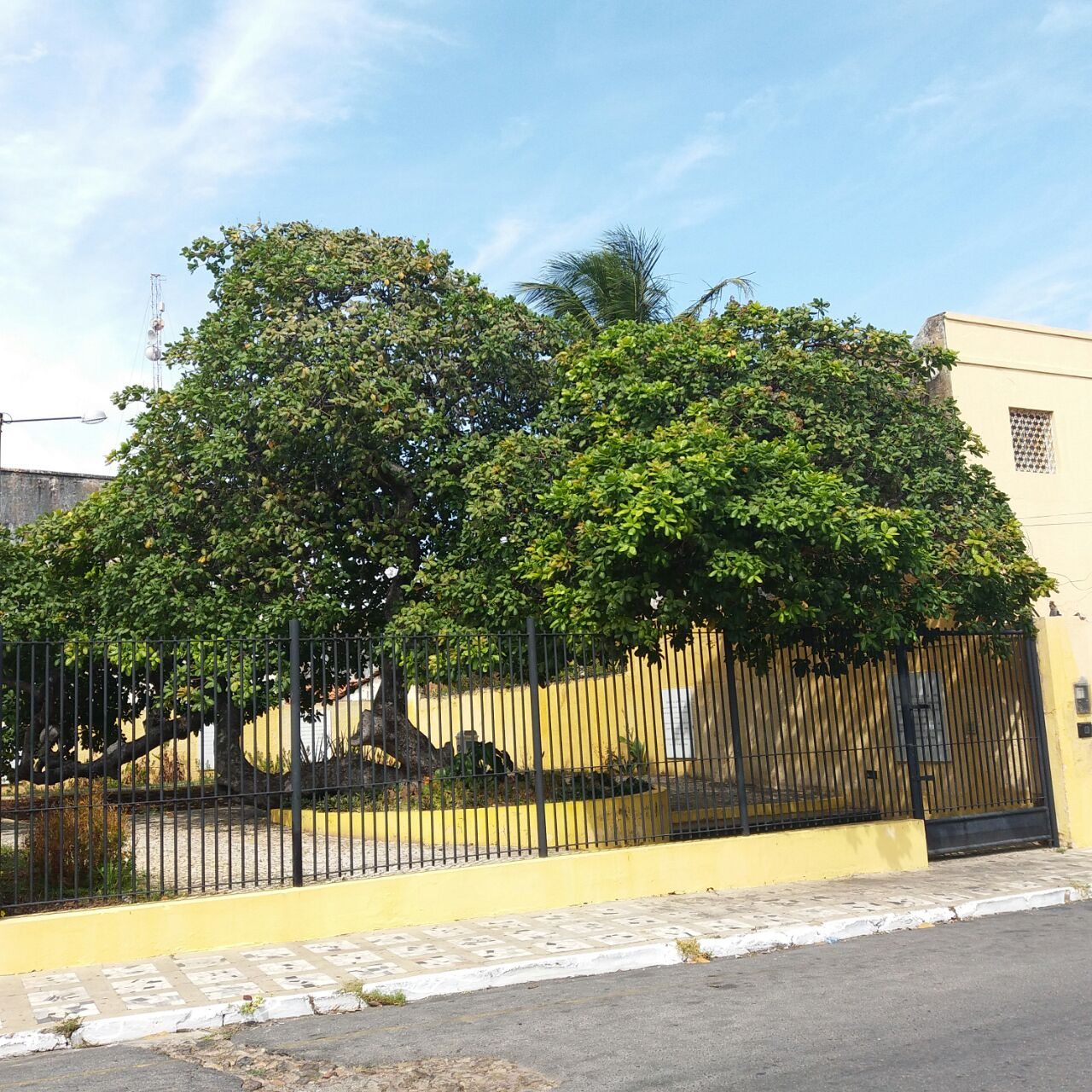
Quando menino, sua família tinha casa em Parnaíba, no Piauí, lá, em 1896, ele plantou uma árvore hoje conhecida como o Cajueiro de Humberto de Campos. Anos depois, o cajueiro foi mencionado em uma de suas obras: "Faço com as mãos uma pequena cova, enterro aí o projeto de árvore, cerco-o de pedaços de tijolos. Rego-o. Protejo-o". Atualmente o cajueiro é um espaço memorial que tem placas com versos de Humberto de Campos e um monumento em bronze com a efígie do poeta e está protegido por lei municipal do patrimônio histórico e cultural.

Em 1919 ingressa na Academia Brasileira de Letras, sucedendo Emílio de Menezes na cadeira n.º 20. Um ano depois ingressa na política, elegendo-se deputado federal pelo seu Estado natal, tendo seus mandatos sucessivamente renovados até a eclosão da Revolução de 1930, quando é cassado. Após passar por um período de dificuldades financeiras, é nomeado, graças à admiração que lhe votavam figuras de destaque do Governo Provisório, Inspetor de Ensino no Rio de Janeiro e, posteriormente, diretor da Fundação Casa de Rui Barbosa.
Em 1933, com a saúde já debilitada, Humberto de Campos publicou suas Memórias (1886-1900), na qual descreve suas lembranças dos tempos da infância e juventude. A obra obteve imediato sucesso de público e de crítica, sendo objeto de sucessivas edições nas décadas seguintes. Uma segunda parte da obra estava sendo escrita por Humberto de Campos quando de seu falecimento, vindo à lume postumamente sob o título de Memórias Inacabadas.
Após vários anos de enfermidade, que lhe provocou a perda quase total da visão e graves problemas no sistema urinário, Humberto de Campos faleceu no Rio de Janeiro, em 5 de dezembro de 1934, aos 48 anos, por uma síncope ocorrida durante uma cirurgia. Deixou viúva, D. Catarina Vergolina de Campos e três filhos, Henrique, Humberto (que depois tornou-se profissional de televisão) e Maria de Lourdes.
Tendo Humberto de Campos falecido no auge de sua popularidade, diversas coletâneas de crônicas, anedotas, contos e reminiscências de sua autoria foram publicados nos anos seguintes a sua morte, época em que também vieram a lume diversos livros supostamente escritos pelo espírito do escritor, por meio da psicografia do médium Chico Xavier. Os familiares de Humberto de Campos processaram judicialmente este último, alegando a ausência de pagamento de direitos autorais. A demanda, que provocou grande polêmica na época, foi julgada improcedente (conferir detalhes do processo aqui)
Em 1950, nova polêmica: o Diário Secreto mantido pelo autor em alguns períodos da década de 1910 e com assiduidade de 1928 até sua morte é divulgado pela revista O Cruzeiro, cujos editores o publicam em livro em 1954. A publicação causou escândalo à época de sua publicação em razão de diversos registros e impressões pessoais feitos por Humberto de Campos a respeito de pessoas de grande notoriedade nas letras, política e sociedade de sua época, incluindo Machado de Assis, Getúlio Vargas, Olavo Bilac, e outros.
Sucessivas edições das Obras Completas de Humberto de Campos foram publicadas por diversas editoras (José Olympio, Mérito, W. M. Jackson, Opus) até 1983.
As constantes preocupações de ordem financeira, as quais o obrigavam a redigir diariamente crônicas, contos e artigos de crítica literária a fim de garantir sua subsistência, bem como os prolongados problemas de saúde que resultaram em uma morte prematura, impediram Humberto de Campos de se debruçar sobre projetos literários de maior envergadura, razão pela qual parcela substancial de sua bibliografia é constituída de coletâneas de seus escritos, os quais constituem útil instrumento para a análise da vida cotidiana e literária dos anos 1910, 1920 e 1930 no Brasil. A temporalidade que caracteriza essa parcela substancial de sua bibliografia parece ser a principal razão para o pouco interesse que atualmente o seu nome desperta entre os leitores e no meio acadêmico.

## Academia Brasileira de Letras
Eleito para a cadeira 20 da Academia Brasileira de Letras, assento cujo patrono é Joaquim Manuel de Macedo, da qual foi o terceiro ocupante, foi recebido em 8 de maio de 1920 por Luís Murat.

## Obras

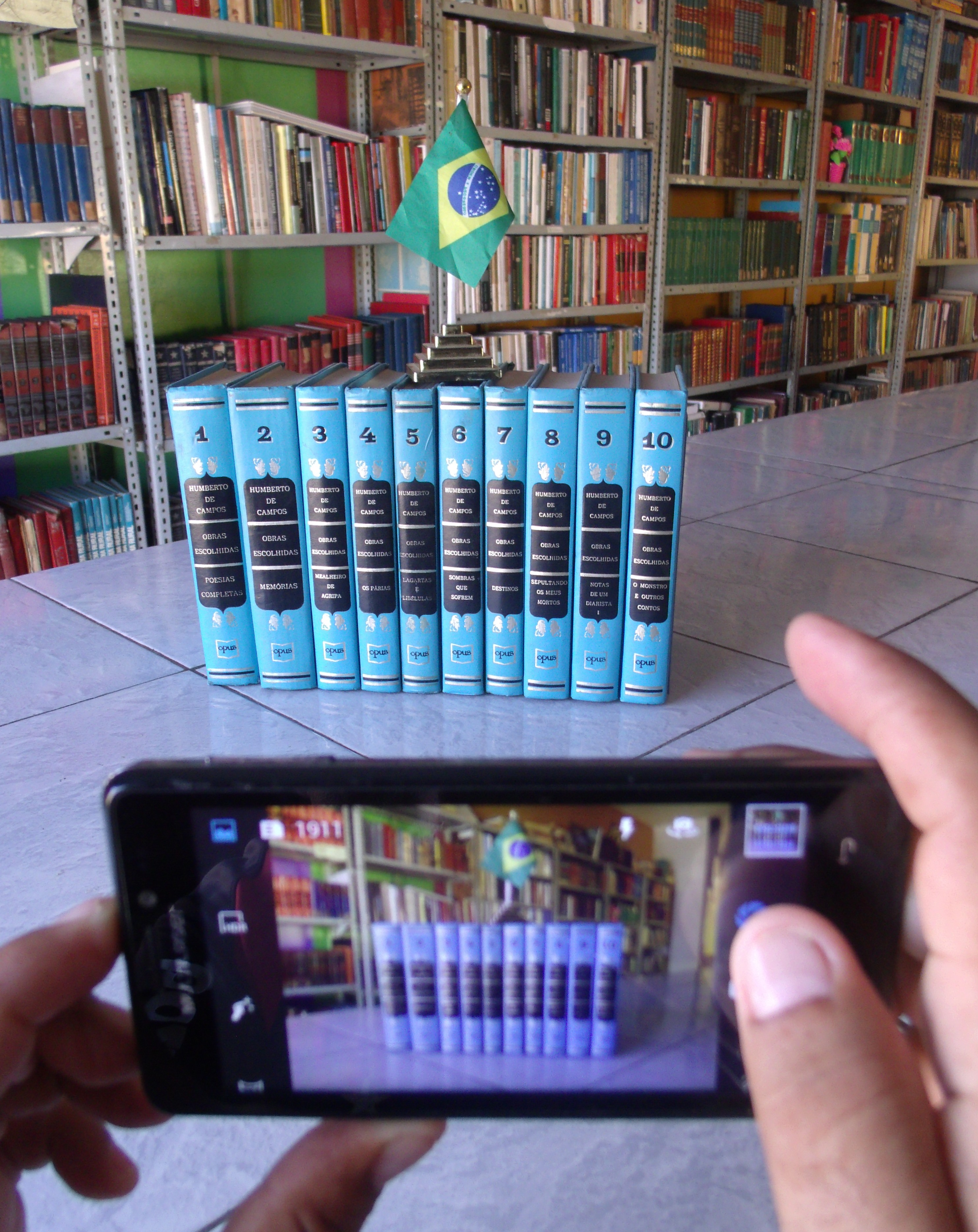
Coleção de obras de Humberto de Campos em exposição numa biblioteca municipal

Além do Conselheiro XX, Campos usou os pseudônimos de Almirante Justino Ribas, Luís Phoca, João Caetano, Giovani Morelli, Batu-Allah, Micromegas e Hélios. Deixou Humberto de Campos um diário secreto, publicado postumamente em livro e reproduzido parcialmente em algumas edições de O Cruzeiro, causou enorme polêmica, destilando o autor críticas e comentários mordazes aos seus contemporâneos.

## Obras supostamente escritas por seu espírito
O primeiro contato do Espírito do falecido Humberto de Campos com Francisco Cândido Xavier teria supostamente ocorrido três meses após o falecimento do primeiro, em março de 1935. Este encontro teria ocorrido durante o sono do corpo físico do então jovem médium, conforme declaração deste, quando o Espírito do escritor se destacou de uma multidão e se apresentou ao médium. Um pouco mais tarde, em março daquele mesmo ano, teriam sido psicografadas as primeiras páginas, tendo o primeiro texto sido intitulado de "A Palavra dos Mortos"., tendo como assunto a descrição do intenso trabalho da espiritualidade pelo progresso humano.
É polêmica antiga no meio jurídico o valor probatório da psicografia. O caso mais famoso indubitavelmente foi o de Humberto de Campos. A partir de 1937, três anos após a morte de Campos, várias crônicas e romances atribuídos ao escritor começaram a ser psicografados pelo médium brasileiro Chico Xavier. Entre as obras, todas editadas pela Federação Espírita Brasileira, a de maior notoriedade entre os espíritas brasileiros foi Brasil, Coração do Mundo, Pátria do Evangelho. No ano de 1944, a viúva de Humberto de Campos, em conjunto com os três filhos do casal, ingressou em juízo, movendo um processo contra a Federação Espírita Brasileira e Francisco Cândido Xavier, no sentido de obter uma declaração, por sentença, de que essa obra mediúnica "era ou não do 'Espírito' de Humberto de Campos", e que em caso afirmativo, que ela obtivesse os direitos autorais da obra. O assunto causou muita polêmica e, durante um bom tempo, ocupou espaço nos principais periódicos do País. A Autora, D. Catarina Vergolino de Campos, foi julgada carecedora da ação proposta, por sentença de 23 de agosto de 1944, do Dr. João Frederico Mourão Russell, juiz de Direito em exercício na 8º Vara Cível do antigo Distrito Federal. Tendo ela recorrido dessa sentença, o Tribunal de Apelação do antigo DF manteve-a por seus jurídicos fundamentos, tendo sido relator o Ministro Álvaro Moutinho Ribeiro da Costa.
A opção pela utilização do pseudônimo Irmão X deu-se após esse processo iniciado em 1944. Embora a decisão judicial à época tenha sido desfavorável à autora, por precaução o Espírito passou a assinar os seus textos sob este pseudônimo, evitando novos dissabores.
Posteriormente, o trabalho da defesa neste processo resultou no clássico A Psicografia perante os Tribunais, do advogado Miguel Timponi.
Desse modo, os primeiros cinco livros publicados pela editora da FEB vieram a público atribuídos ao espírito de Humberto de Campos. A partir do sexto, publicado em 1945, passaram a ser atribuídos ao espírito "Irmão X". As décadas seguintes revelariam uma contribuição importante para a divulgação do movimento espírita no país. A obra "Brasil, Coração do Mundo, Pátria do Evangelho" (1938) continuou a ter grande repercussão no meio espírita, a que se somaram diversas crônicas e contos com fundo moral e textos que elucidavam sobre passagens do Evangelho.
As psicografias de Chico Xavier atribuídas a Humberto de Campos foram estudadas pelo pesquisador Alexandre Caroli Rocha em uma notória tese de Doutorado em Teoria e História Literária pela Unicamp, em que concluiu que o autor dos livros mediúnicos possuía um amplo conhecimento das obras de Campos e foi capaz de reproduzir o estilo e o caráter deste. Um outro aspecto interessante da pesquisa é a demonstração de que algumas das informações psicografadas fazem referências a escritos de Campos que não eram de domínio público quando os textos mediúnicos foram produzidos. Como por exemplo, o "Diário Secreto" de Campos, que foi mantido inacessível em um cofre da Academia Brasileira de Letras até 1954, vinte anos após a morte do escritor.

## Homenagens
Também tem um dos bustos que homenageiam importante escritores maranhenses na Praça do Pantheon, em São Luís. Além disso, há o município de Humberto de Campos (o antigo município de Miritiba de São José do Periá), com denominação dada por decreto-lei em 1934.
Como forma de homenagear Humberto de Campos, na cidade de Parnaíba ainda consta presente e firme seu grande amigo, cajueiro. (Cajueiro de Humberto de Campos). Hoje ponto turístico da cidade em que viveu por muitos anos, o memorável autor. 

Outra homenagem dada a Humberto de Campos foi o nome de uma rua no bairro do Leblon, Rio de janeiro.